# Ferrari F8
Ferrari F8 je sportovní automobil italského výrobce aut Ferrari. Je nástupcem 488. Byl představen v roce 2019 na ženevském autosalonu.

## Verze

### F8 Tributo

#### Technické specifikace
Auto pohání osmiválcový vidlicový motor o objemu 3,9 litru s dvěma turbodmychadly. Výkon tohoto agregátu činí 720 koní (530 kW) při 7000 otáčkách. Maximální točivý moment je 770 Nm. Z 0 na 100 km/h dokáže zrychlit za 2,9 sekundy a 0–200 km/h zvládne za 7,8 sekundy. Rychlost se zastaví na 340 km/h. Tímto překoná svého předchůdce 488 GTB (0–100 km/h za 3 sekundy, 0–200 km/h za 8,3 sekundy, maximální rychlost 330 km/h)

#### Převodovka
Vůz používá sedmistupňovou automatickou převodovku. Náhon má na zadní kola.

#### Aerodynamika
Aerodynamika tohoto vozu je převážně převzata z Ferrari 488 Pista (např. systém S-Duct v přídi tohoto vozu), což je vylepšená verze vozu 488 GTB.

### F8 Spider

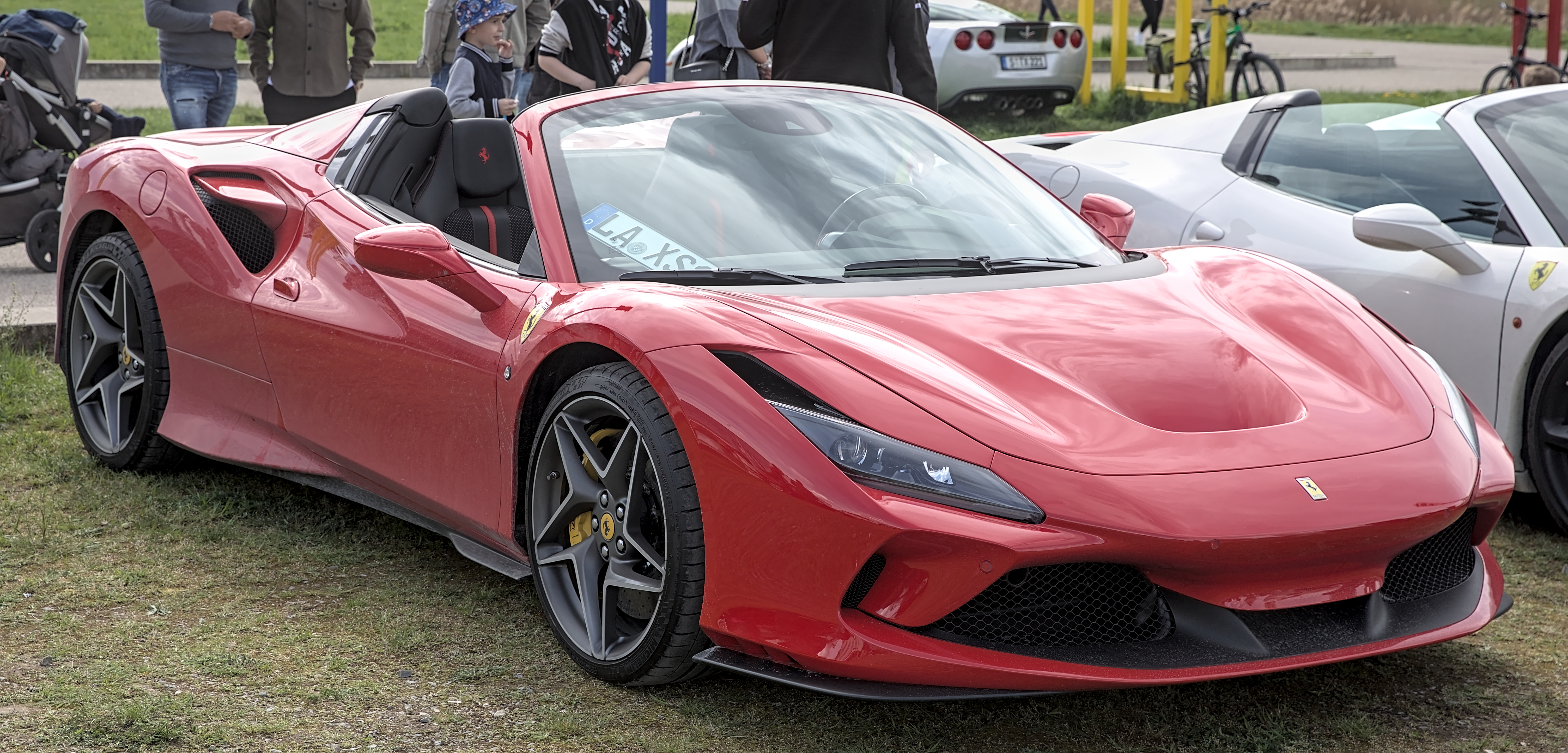
Ferrari F8 Spider

F8 Spider je otevřenou verzí tohoto modelu. Lze však vysunout střechu. Motor má stejný jako F8 Tributo. Z 0–100 km/h zrychlí za 2,9 sekundy, z 0–200 km/h za 8,2 sekundy, maximální rychlost je 340 km/h.